# Бурханов, Шукур
Шукур Бурха́нов (узб. Burhonov Shukur; 15 сентября 1910, Ташкент — 15 августа 1987, Ташкент) — советский актёр театра и кино. Народный артист СССР (1959).

## Биография
Воспитывался в строгой мусульманской семье.
Во время учёбы в сельскохозяйственном техникуме участвовал в работе драматического кружка. Чтобы присоединиться к узбекскому драматическому театру должен был уйти из дома, так как религиозные убеждения его семьи запрещали актёрское мастерство.
В 1929—1931 годах учился в студии при Государственном узбекском театре драмы им. Хамзы в Ташкенте. В 1930 году прошёл обучение в Московском художественном театре.
С 1928 по 1987 год — актёр Центральной государственной образцовой узбекской труппы в Самарканде (с 1929 — Государственный узбекский театр драмы им. Хамзы в Ташкенте, с 2001 — Узбекский национальный академический драматический театр).
Творчество актёра характеризуется ярким темпераментом, высокой эмоциональностью, глубочайшей психологической правдой.
Снимался в кино.
Член КПСС с 1943 года.
Умер 15 августа (по другим источникам — 14 августа) 1987 года в Ташкенте. Похоронен на Чигатайском кладбище.

## Звания и награды
- Народный артист Узбекской ССР (1940)
- Народный артист СССР (18.03.1959)[6]
- Государственная премия Узбекской ССР имени Хамзы (1964)[7]
- 2 Ордена Ленина (18.03.1959,[8] 31.12.1970)[9]
- Орден Октябрьской Революции (1980)
- 3 Ордена Трудового Красного Знамени (25.03.1945[10], 16.01.1950[11], ...)[12]
- Орден «Знак Почёта» (06.12.1951)[13]
- Орден «За выдающиеся заслуги» (Узбекистан, 2001) — посмертно[14]
- Медали[15]
- Почётные грамоты Президиума Верховного Совета Узбекской ССР
- Смотр-конкурс кинематографистов республик Средней Азии и Казахстана (Диплом, фильм «Птичка-невеличка», 1962)
- ВКФ в Киеве (Диплом, фильм «Звезда Улугбека», 1966)[16]

## Творчество

### Роли в театре
- 1929 — «Мятеж» по Д. Фурманову — Парасюк
- 1932 — «Сожжём» К. Яшена — Азамат
- 1934 — «Разгром» К. Яшена — Бохадыр
- 1936 — «Честь и любовь» К. Яшена — Гулям
- 1937 — «Любовь Яровая» К. Тренёва — Швандя
- 1939 — «Бай и батрак» Хамзы — Гафур
- 1942 — «Олеко Дундич» А. Ржешевского и М. Каца — Олеко Дундич
- 1942 — «Полёт орла» И. Султана — М. Фрунзе
- 1947 — «За тех кто в море» Б. Лавренёва — Максимов
- 1947 — «Кремлёвские куранты» Н. Погодина — Ленин
- 1950 — «Генерал Рахимов» К. Яшена — Рахимов
- 1951 — «Заря востока» Н. Сафарова — Шумилов
- 1952 — «Ревизор» Н. Гоголя — Городничий
- 1952 — «Дорогой бессмертия» В. Брагина и Г. Товстоногова по книге Ю. Фучика «Репортаж с петлёй на шее» — Юлиус Фучик
- 1953 — «Рассказ о Турции» Н. Хикмета — Ашуг Сатылмыш
- 1953 — «Легенда о любви» Н. Хикмета — Фархад
- 1954 — «Гамлет» У. Шекспира — Гамлет
- 1954 — «Священная кровь» по Айбеку — батрак Юлчи
- 1956 — «Дочь Ганга» по Р. Тагору «Крушение» — доктор Нолинакха
- 1956 — «Персональное дело» А. Штейна — Хлебников
- 1957 — «Путеводная звезда» К. Яшена — Ленин
- 1958 — «Юлий Цезарь» У. Шекспира — Брут
- 1958 — «Дядя Ваня» А. Чехова — Войницкий
- «Мирзо Улугбек» М. Шейхзаде — Улугбек
- «Джалаледдин Мангуберди» М. Шейхзаде — Джалаледдин
- «Муканна» Х. Алимджана — Battol
- «Халисхан» Хамзы — Одилбек
- «Хамза» К. Яшена — Хамза
- «Царь Эдип» Софокла — Эдип
- «Ромео и Джульетта» У. Шекспира — Ромео

### Роли в кино
- 1940 — Асаль — Рустам
- 1941 — На зов вождя (короткометражный) — Рустам
- 1941 — Отважные друзья (короткометражный) — Ахметов
- 1943 — Подарок Родины
- 1945 — Тахир и Зухра — Кара-батыр
- 1947 — Дорога без сна — Сахаб Ниязи
- 1953 — Бай и батрак — Гафур
- 1954 — Новоселье — Мавлан
- 1955 — Крушение эмирата — Ибрагим-вор
- 1956 — Илья Муромец — Калин-царь
- 1956 — Во имя счастья — Каримов
- 1961 — Птичка-невеличка — Арсланбек Каландаров
- 1964 — Звезда Улугбека — Улугбек
- 1964 — Где ты, моя Зульфия? — майор
- 1964 — Буря над Азией — Ялантуш
- 1965 — Навстречу совести — Махмудов
- 1968 — Возвращение командира — Кулихан Игамов
- 1968 — Всадники революции — адъютант Юлдашева
- 1968 — Сыны Отечества — скульптор
- 1970 — Гибель Чёрного консула — Азнавур-палван
- 1972 — Фламинго, розовая птица — Агабала
- 1973 — Встречи и расставания — Юнус-Али
- 1974 — Баллада о белогривой
- 1976 — Далёкие близкие годы — Матнияз Байсунов
- 1978 — Рали — Абу Талип
- 1982 — Роща памяти — Хусан-Ата

## Память
- Актёру посвящён фильм «Народный артист Шукур Бурханов».
- В Ташкенте именем актёра названа одна из улиц города.